# 金賢淑
金 賢淑（キム・ヒョンスク、김현숙、1966年5月10日 - ）は、大韓民国の政治家、経済学者。税制の専門家である。尹錫悦政権の下で第10代女性家族部長官を務めた。

## 経歴
忠清北道清州生まれ。一信女子高等学校、ソウル大学校経済学科卒業。ソウル大学校大学院で経済学修士、米国イリノイ大学アーバナ・シャンペーン校大学院で経済学博士を取得。
韓国租税研究院研究委員、韓国開発研究院研究員、崇実大学校経済学科副教授を経て、2012年の第19代総選挙でセヌリ党の比例区の国会議員に当選した。その後はセヌリ党を経て国民の力所属。国会議員就任の背景には、左派の民主統合党の李庸燮議員が税制専門家として第18代国会で活躍したことがある。
2015年8月より2017年5月までは朴槿恵政権の大統領秘書室首席秘書官（雇用福祉首席）。
2022年5月より第10代女性家族部長官。聴聞会では女性家族部の廃止に同意を表明したものの、廃止のロードマップについては即答しなかった。しかし、2023年の第25回世界スカウトジャンボリーで総責任者の共同組織委員長として働いたが、猛暑・台風などの様々な混乱への不手際な対応や大会期間中に尹錫悦大統領と韓悳洙総理の指示に反して営地でなく他の場所で宿泊したなどの問題で批判を受けたため、2023年9月中旬に大統領に辞意を表明した。
2024年2月20日、尹錫悦大統領が金の辞表を受理したため、退任した。